# Rantigny

Rantigny este o comună în departamentul Oise, Franța. În 1 ianuarie 2022 avea o populație de 2.538 de locuitori.